# زائور تقی‌زاده
زائور تقی‌زاده (ترکی آذربایجانی: Zaur Qubad oğlu Tağızadə؛ زادهٔ ۲۱ فوریهٔ ۱۹۷۹) بازیکن فوتبال اهل جمهوری آذربایجان است.
از باشگاه‌هایی که در آن بازی کرده‌است می‌توان به باشگاه فوتبال فلورا تالین و باشگاه فوتبال نفتچی باکو اشاره کرد.
وی همچنین در تیم ملی فوتبال جمهوری آذربایجان بازی کرده‌است.